# Lättvattenreaktor
Lättvattenreaktor (LWR) är en kärnreaktor som använder lättvatten, det vill säga vanligt vatten (H2O), som kylmedium och moderator. Tryckvattenreaktor (PWR och VVER) och kokvattenreaktor (BWR) är de två vanligaste typerna av lättvattenreaktor. Lättvattenreaktor är den absolut vanligaste reaktortypen i världen och utgör över 80 % av antalet reaktorer i världen. Vattnet är avjoniserat och därmed mycket rent. Namnet lättvattenreaktor används för att skilja reaktortypen från tungvattenreaktorer (HWR), vilka använder tungvatten (D2O) som kylmedium och moderator. Reaktortypen RBMK använder lättvatten som kylmedium men inte som moderator.
Eftersom vanligt vatten används både som kylmedel och moderator, måste kärnbränslet anrikas till en högre halt av isotopen U-235 - från den naturliga halten av 0,7 procent till 2 - 3 procent. Vanligt vatten är en ganska ineffektiv moderator, jämfört med exempelvis tungt vatten eller grafit, och därför måste reaktiviteten i bränslet ökas för att kunna upprätthålla en kedjereaktion.